# Ewe
Ewe är ett gbespråk med 3 112 000 talare, varav 2 250 000 i Ghana (2003) och 862 000 i Togo (1991). Det finns tidningar, radioprogram, TV och Bibel på ewe.
Ewe är ett tonspråk.
Det finns stora skillnader mellan de olika dialekterna av ewe. Dialekterna kan grovt delas i två grupper: kust- eller sydliga dialekter, som aŋlɔ, Tɔŋú Avenor, dzodze och watsyi, samt inlandsdialekter, som ho (dialekt), kpedze, hohoe, peki, kpando, fódome, danyi och kpele.